# 水運島
水運島（スウンド、수운도）は朝鮮民主主義人民共和国平安北道鉄山郡にある島である。黄海にある盤城列島に属する。朝鮮中央通信は同島に住む灯台員の家族のために分校が設置されており、毎年2月16日（金正日の誕生日）と4月15日（金日成の誕生日）に、労働党の「母の愛」により島分校の学生にヘリコプターにより菓子類がプレゼントされると報道している。2012年2月14日に商業相の金奉哲がヘリコプターでプレゼントを運ぶ際に彼を含む5名が死亡する墜落事故が発生している。